# قانون بيليه
قانون بيليه هو قانون برازيلي يجبر الأندية الرياضية المحترفة على مراعاة قانون الأعمال ودفع الضرائب في غضون عامين.

## المقدمة
في 24 مارس 1998، ينص القانون رقم 9.615/98 على أنه بحلول عام 2001، يمكن للأندية توقيع عقد مدته خمس سنوات كحد أقصى مع اللاعب عندما يبلغ من العمر 16 عامًا ويتحمل فقط «شرط جزائي» يقدر بـ100 ضعف من مبلغ راتب اللاعب الشهري إذا غادر قبل انتهاء عقده. إذا قام اللاعب بانهاء مدة العقد دون تجديد، فيمكنه المغادرة والانضمام إلى ناد جديد كلاعب حر. لا يتلقى النادي السابق أي رسوم انتقال أو تعويض في هذه الصفقة مع النادي الجديد للاعب.
يسمح تطبيق قانون بيليه أيضًا بتشكيل اتحادات مستقلة من قبل الأندية الرياضية في جميع أنحاء البرازيل، وهو ما لم يكن مسموحًا به سابقًا في ظل حكم الاتحاد البرازيلي لكرة القدم.

## تعديلات على القانون
بحلول أكتوبر 2002، لكونه قانونًا مثيرًا للجدل، نظرًا لأنه غير بشكل جذري ثقافة كرة القدم في البرازيل، كان قانون بيليه يعاني من تشويه منذ صدوره. في أقل من 4 سنوات من دخوله حيز التنفيذ، مر هذا القانون بالفعل بثلاثة تعديلات رئيسية، معظمها مبني على المصالح المالية والسياسية، وليس الرياضة. من أجل فهم أفضل لحجم هذه التشوهات، لم يتبق سوى 58% من النص الأصلي.

## وصلات خارجية
- General Aspects of Brazilian Sports Law and Its Daily Applicability نسخة محفوظة 20 مايو 2009 على موقع واي باك مشين. Written 2002 by Luiz Roberto Martins Castro